# Amsterdamsche Veld (Bargerveen)

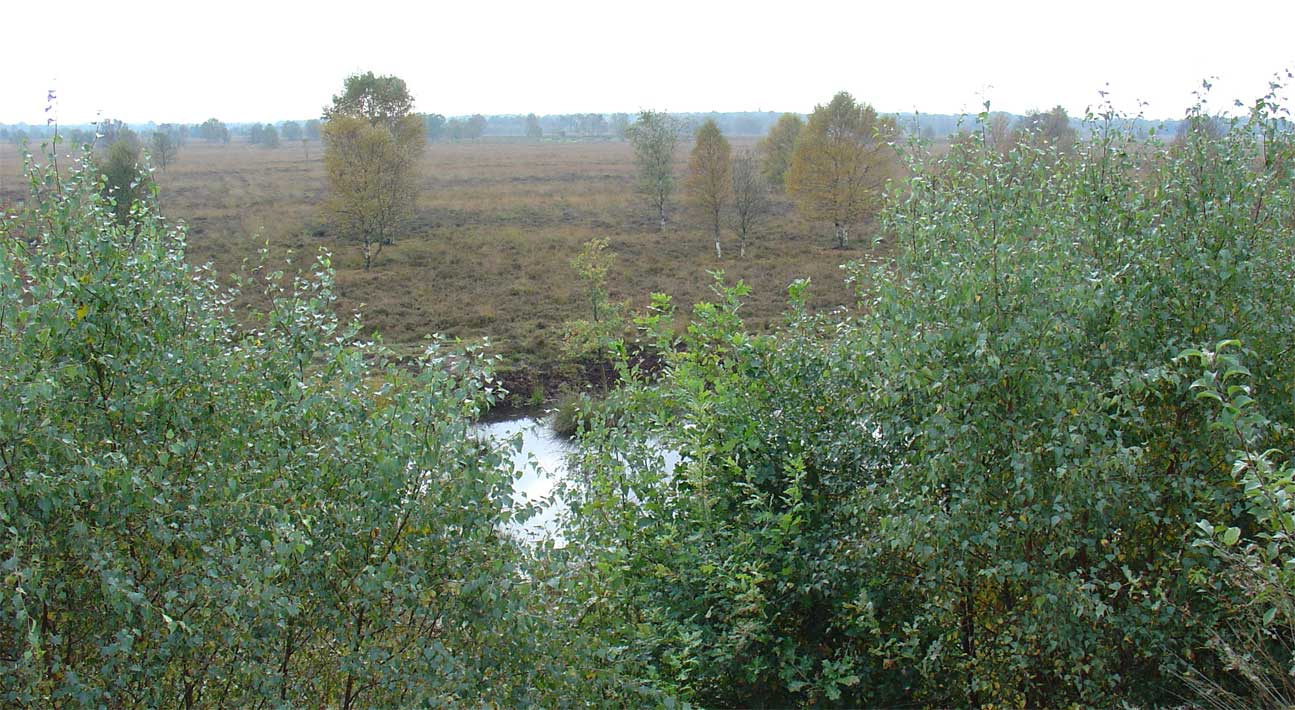
Het Amsterdamsche Veld in het Bargerveen

Het Amsterdamsche Veld is een natuurgebied van circa 600 hectare van Staatsbosbeheer in de Drentse gemeente Emmen.
Het Amsterdamsche Veld was voorheen een veengebied dat zich uitstrekte van in elk geval de huidige buurtschap Amsterdamscheveld, nu onderdeel van het dorp Erica, tot het restant dat nu nog deel uitmaakt als een van de drie delen van het Bargerveen; de andere twee zijn het Meerstalblok en het Schoonebeekerveld. Dit hoogveengebied maakte ooit deel uit van het Bourtangermoeras.
In tegenstelling tot het Meerstalblok is het Amsterdamsche Veld wel grotendeels afgegraven. Oorspronkelijk was het gebied aangekocht door een groep Amsterdamse beleggers. Dat is de reden waarom het gebied de naam Amsterdamsche Veld kreeg. Na 1909 is het gebied door de Griendtsveen Turfstrooisel Maatschappij grootschalig ontgonnen. De bovenste laag werd verwerkt tot turfstrooisel en vanaf 1921 werd de onderste laag door het bedrijf Purit (het huidige Norit) in Klazienaveen verwerkt tot actieve kool. Er resteert nog een veenlaag van circa één tot een halve meter. De heuvel in het noordoosten van het terrein, die meters boven het omliggende gebied uitsteekt, toont hoeveel er in de loop der tijd is afgegraven (zie: afbeelding).